# جيمس إي. ميلر
جيمس إي. ميلر (بالإنجليزية: James E. Miller)‏ هو بروفيسور أمريكي، ولد في 9 سبتمبر 1920 في برتلسفيل في الولايات المتحدة، وتوفي في 9 سبتمبر 2010 في هايد بارك في الولايات المتحدة.